# Teoria dos Sentimentos Morais
Teoria dos Sentimentos Morais (em inglês:  The Theory of Moral Sentiments) é a primeira obra escrita pelo economista e filósofo moral escocês, Adam Smith. Seu título completo era  Teoria dos Sentimentos Morais ou Ensaio para uma análise dos princípios pelos quais os homens naturalmente julgam a conduta e o caráter, primeiro de seus próximos, depois de si mesmos.
Foi publicada pela primeira vez em Londres, no final de agosto de 1759, em co-edição pelas casas de A. Millar e de A. Kincaid e J. Bell, numa tiragem inicial de 1.000 exemplares. O livro conheceu outras edições ao longo do período de vida do autor: a segunda, em 1761, com pequenas alterações feitas por Smith para responder a algumas críticas recebidas;  a terceira edição, publicada em 1767; a quarta, em 1774; a quinta edição, em 1781; e a sexta edição, com alterações e acréscimos significativos, lançada em abril de 1790, poucos meses antes da morte de Smith.
O conteúdo do livro corresponde em boa medida à segunda parte do curso de filosofia moral ministrado por Adam Smith na Universidade de Glasgow a partir de 1752 e está dividido em seis partes.

## As partes
- A primeira parte, com o título Da conveniência da ação, apresenta o conceito de simpatia, categoria central da filosofia moral de Smith.
- A segunda parte, Do mérito e demérito ou dos objetos de recompensa e castigo, discute o senso de mérito e as virtudes da justiça e da beneficência.
- A terceira parte trata Do fundamento de nossos juízos quanto a nossos próprios sentimentos e conduta, e do senso de dever.
- A quarta parte tem por título Do efeito da utilidade sobre o sentimento de aprovação.
- A quinta parte trata Da influência dos usos e costumes sobre os sentimentos de aprovação e desaprovação moral.
- A sexta parte trata Do caráter da virtude.
- A última e sétima parte faz uma revisão crítica Dos sistemas de filosofia moral.